# Patrik Andersson (travkusk)
Ove Patrik Andersson, född 3 februari 1973 i Silbodal, Värmland, död 13 mars 2014 under en semesterresa i Thailand (skriven i Årjäng), var en svensk travkusk.
Bland de hästar Andersson körde märks Nordina Noss, som han tog flera V75-segrar och körde in en dryg miljon kronor i prispengar med. Han körde även Sandy Bore som även hon vann V75-lopp. Sandy Bore sprang in över 600 000 kronor. Han tävlade även med Ex Bore.
Andersson körde under åren 2003–2007 in drygt 3,3 miljoner kronor och tog drygt 50 segrar. Han var bosatt i Sverige men dog under en semesterresa i Thailand.
Patrik Andersson var son till Ove R. Andersson.